# Qfant
Qfant – polskie czasopismo fantastyczno-kryminalne ukazujące się w formie e-zinu od 11 marca 2009 roku, które powstało we wrześniu 2008 roku (redakcja przyjmuje dokładną datę 29 września 2008 roku) z inicjatywy Piotra Michalika, Jacka Skowrońskiego i Marka Bartniczaka. Pismo ukazywało się do 2016; strona internetowa fanzinu była aktualizowana do 2018 r.
Pismo dostępne było  również na płytach DVD dołączanych do pisma CD-Action. Obejmowało profilem szeroko rozumianą literaturę fantastyczną, włączając gatunki grozy i motywy detektywistyczne. Tematyka prezentowana była nie tylko na płaszczyźnie prozatorskiej, twórcy dużą wagę przywiąztwaki także do sztuk wizualnych.
Równolegle z pismem działał portal, gdzie można znaleźć zapowiedzi nowości na rynku wydawniczym, artykuły popularnonaukowe i informacje o bieżących konkursach literackich. Teksty w portalu ukazywały się w czterech stałych rubrykach: Zapowiedzi, Nowości, Recenzje, Wydarzenia. Qfant patronował licznym premierom pozycji zarówno zagranicznych, jak i polskich autorów.
Na łamach Qfantu publikowali m.in. Andrzej Ziemiański, Stefan Darda, Jacek Skowroński, Adam Cebula czy Tomasz Orlicz.
Głównym celem pisma było poszukiwanie nieznanych twórców, by dać im możliwość kształtowania talentu i dotarcia do szerszej grupy odbiorców.
Dotychczasowi redaktorzy naczelni:
- Piotr Michalik (2008–2010)
- Piotr Dresler (2010–2012)
- Jarosław Makowiecki (2012−2013)
- Łukasz Kuc (2013−2018)

## Horyzonty wyobraźni
Qfant był współorganizatorem oraz sponsorem konkursu literackiego "Horyzonty wyobraźni", odbywającego się raz w roku od 2009 roku. W zawodach startować może każdy, niezależnie od swojego dorobku twórczego, kraju zamieszkania i przynależności do związków lub stowarzyszeń. Dopuszcza się prace z gatunku fantastyki (horroru, fantasy, fantastyki naukowej) oraz literaturę kryminalną.
W dwóch pierwszych edycjach konkursu udział wzięło ponad tysiąc pisarzy, na czele składu sędziowskiego stał Andrzej Pilipiuk.